# 神碑合唱團

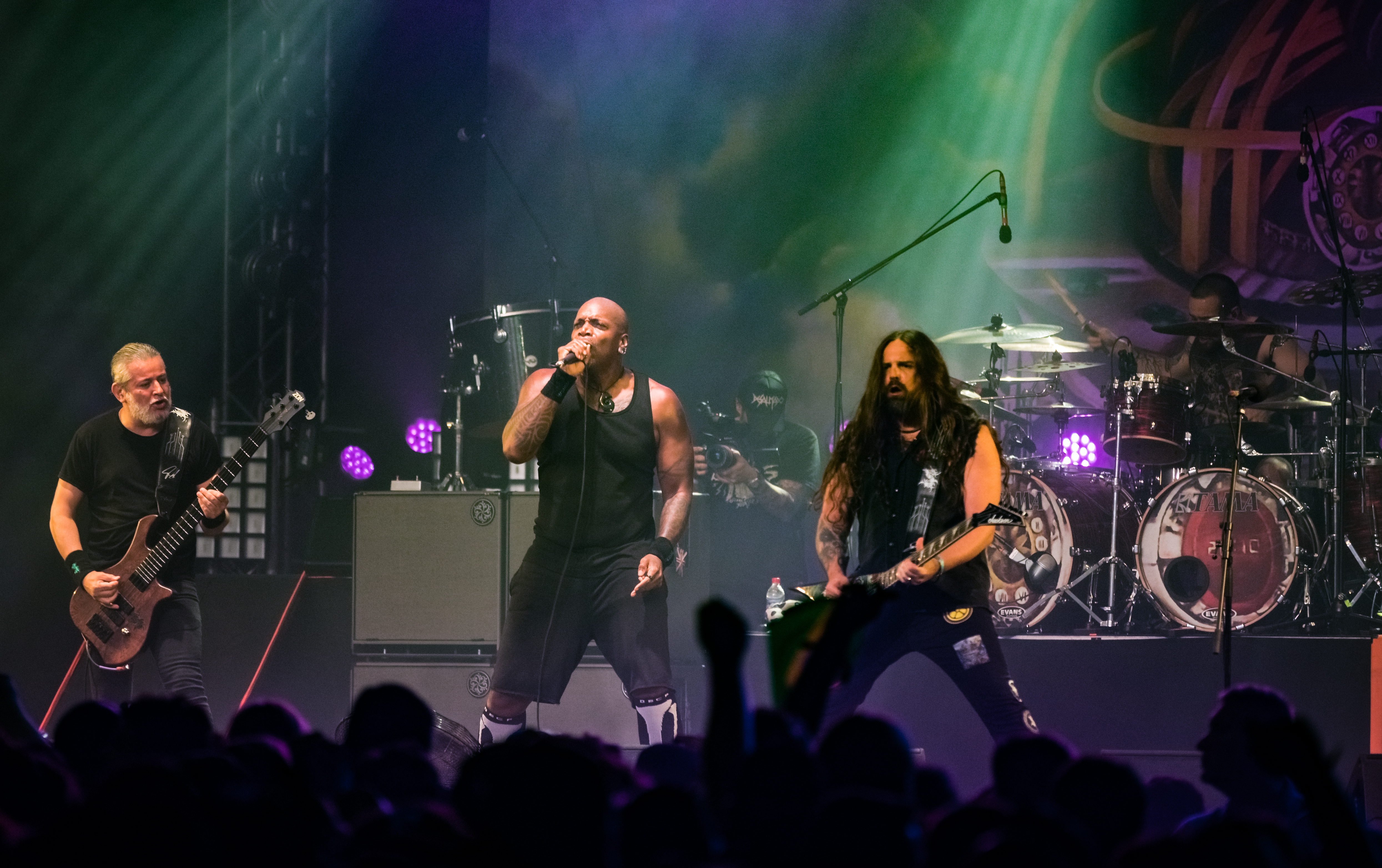
2018年瓦肯音乐节上的神碑合唱团

神碑合唱团（Sepultura）是巴西的一个重金属乐队，1984年由Max Cavalera以及Igor Cavalera兄弟成立于米纳斯吉拉斯州首府所在地贝洛奥里藏特。1986年發行首張專輯Morbid Visions，到2012年为止，他们已经发行了12张專輯，其中最成功的唱片为Arise（1991年）,Chaos A.D.（1993年），以及Roots（1996年），这些唱片在全球的销量均超过100万张。该乐队唱片的总销量超过1500万。